# Zabór (gmina)
Zabór – gmina wiejska w województwie lubuskim, w powiecie zielonogórskim. W latach 1975–1998 gmina położona była w województwie zielonogórskim.
Siedziba gminy to Zabór.

## Zaludnienie
Według danych z 31 grudnia 2011 gminę zamieszkiwało 3877 osób.

## Struktura powierzchni
Według danych z roku 2002 gmina Zabór ma obszar 93,34 km², w tym:
- użytki rolne: 37%
- użytki leśne: 49%

Gmina stanowi 5,94% powierzchni powiatu.

## Demografia

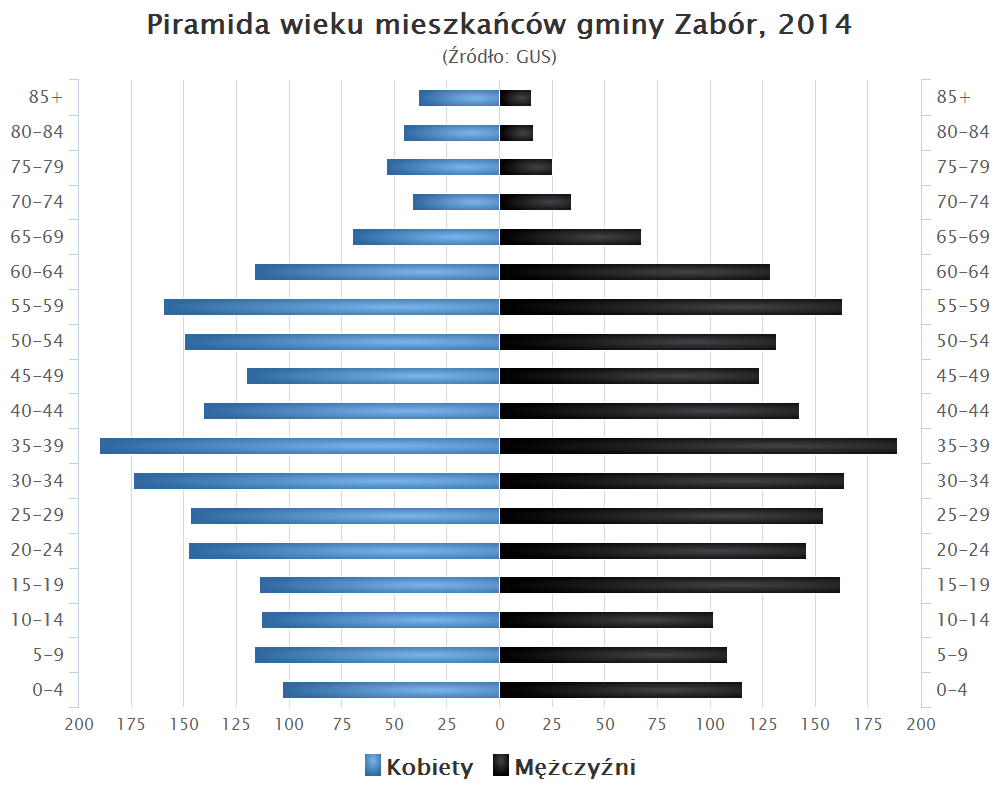
Piramida wieku mieszkańców gminy Zabór w 2014 roku

Dane z 31 grudnia 2011:
| Opis                              | Ogółem | Ogółem | Kobiety | Kobiety | Mężczyźni | Mężczyźni |
| --------------------------------- | ------ | ------ | ------- | ------- | --------- | --------- |
| jednostka                         | osób   | %      | osób    | %       | osób      | %         |
| populacja                         | 3877   | 100    | 1961    | 50,6    | 1916      | 49,4      |
| gęstość zaludnienia (mieszk./km²) | 36,6   | 36,6   | 18,2    | 18,2    | 18,4      | 18,4      |

## Sołectwa
Czarna, Dąbrowa, Droszków, Łaz, Milsko, Przytok, Tarnawa, Zabór.

## Pozostałe miejscowości
Gęsin, Mielno, Proczki, Przytoczki, Rajewo, Wielobłota.

## Sąsiednie gminy
Bojadła, Otyń, Sulechów, Trzebiechów, Zielona Góra

## Turystyka
Na terenie Gminy Zabór znajduje się Lubuskie Centrum Winiarskie, otwarte w 2015 roku.